# Elmar Dietz
Elmar Georg Dietz (* 30. Dezember 1902 in Jesserndorf; † 7. November 1996 in München) war ein deutscher Bildhauer.

## Leben
Der in Jesserndorf, heute ein Stadtteil von Ebern, geborene Künstler hatte an der Akademie der Bildenden Künste München bei Hermann Hahn studiert. Zum 1. November 1930 trat er der NSDAP bei (Mitgliedsnummer 337.490). Er arbeitete seit 1931 als freischaffender Künstler in München. Von 1937 an war Elmar Dietz einige Jahre lang mit der österreichischen Schriftstellerin Gertrud Fussenegger verheiratet, die von ihm vier Kinder – Ricarda, Traudi, Dorothea und Raimund – hatte, aber von 1943 bis zur Scheidung 1947 getrennt von ihm lebte.
Zusammen mit seinem älteren Bruder Lothar Dietz wurde seit dem Jahr 1923 in dem noch erhaltenen Ateliergebäude im Hinterhof der Amalienstraße 81 in München eine Bildhauerwerkstatt betrieben. Im Jahr 1936 trennten sich beide an der Akademie ausgebildeten Künstler. Lothar war von da an in der Schwedenstraße 40 gemeldet.
Dietz war 1937, 1939 und von 1941 bis 1944 auf den Großen Deutschen Kunstausstellungen in München mit insgesamt elf Werken vertreten. Dabei erwarb Theo Memmel 1943 für 16.800 RM die Statue Frau mit Krug.
Ein Teil seines schriftlichen Nachlasses befindet sich im Deutschen Kunstarchiv im Germanischen Nationalmuseum in Nürnberg.

## Werke (Auswahl)

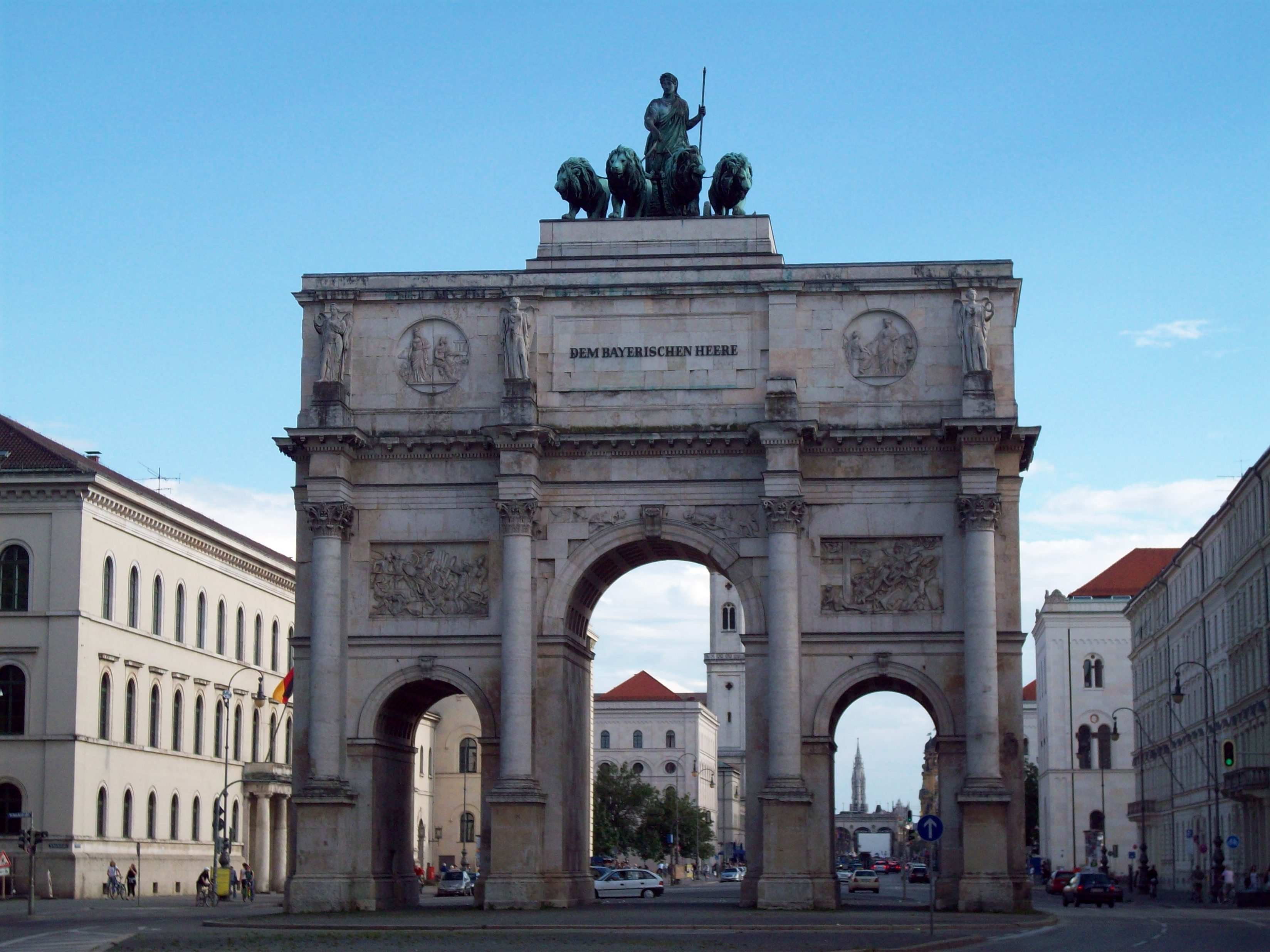
Das Siegestor in München

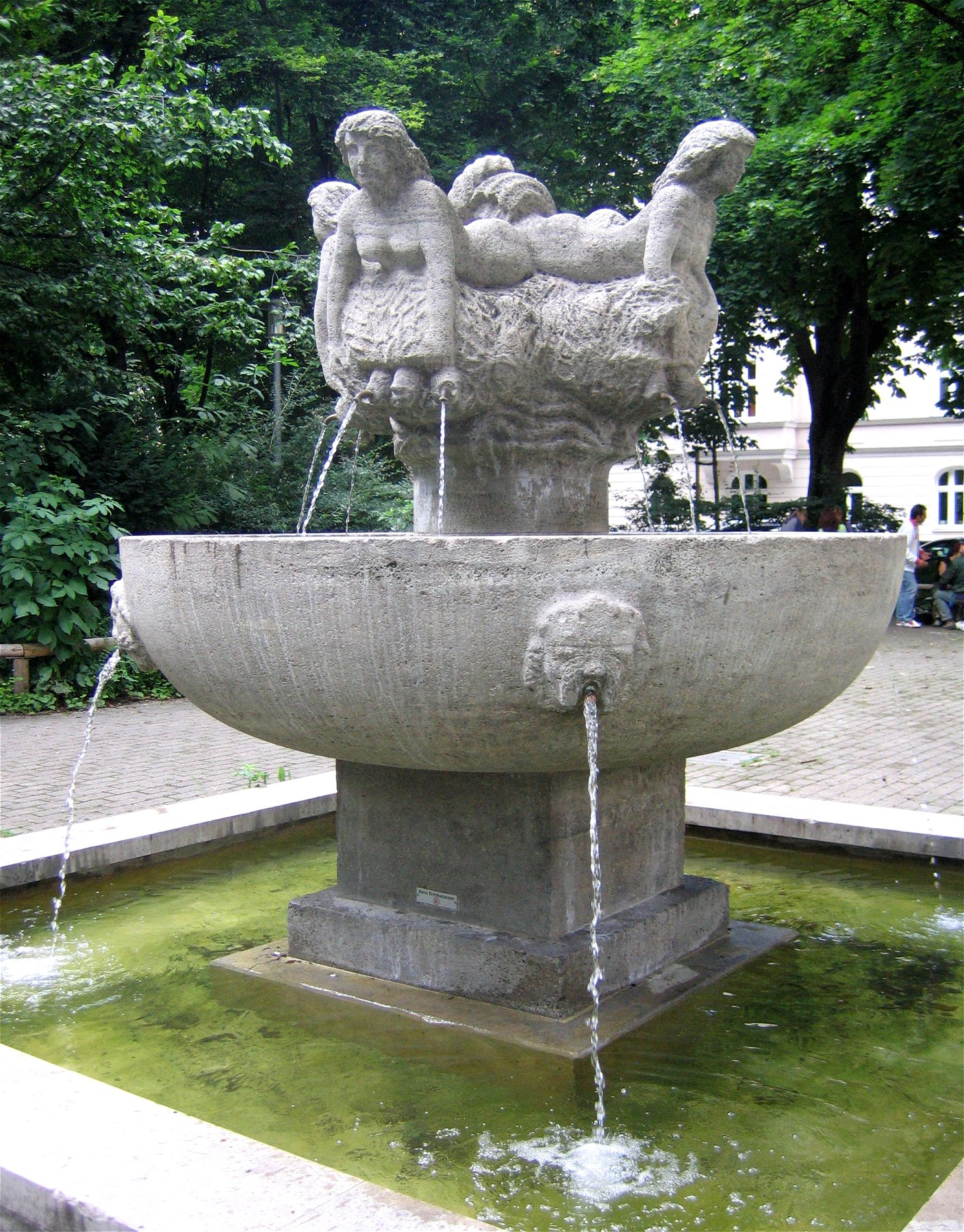
Nymphenbrunnen, München, Zustand 2008

- Vier-Nymphen-Brunnen Gollierplatz, München, Schwanthalerhöhe, 1934[7][8]
- Bronzefiguren an der Fassade der Bayerischen Hypotheken- und Wechselbank in München, 1958
- Fischreiher (München Altstadt) Brunnen, Tal 12, München Altstadt, erstmals 1955, abermals 1962[9]
- Karyatiden an der Königsloge des Nationaltheater München, 1963
- Wassermann und Nereiden Brunnen, Kraepelinstraße, München-Schwabing – West, 1964[10]
- Neptunbrunnen (Hadern), unmittelbar an der Sauerbruchstraße 10, München-Hadern, 1967[11]
- Figur des Rufers auf der Innbrücke in Nussdorf am Inn, 1970
- Wiederherstellung der Quadriga auf dem Siegestor, 1972
- Allegorie der Kunst auf der Münchner Ludwigsbrücke, 1979
- Grabdenkmal Familie Elmar Dietz, Waldfriedhof (50-W-36), München[12]

## Auszeichnungen
1971 erhielt er den Schwabinger Kunstpreis.
- 1982: Bundesverdienstkreuz am Bande

## Familie
Elmar Dietz ist der jüngere Bruder des Bildhauers Lothar Dietz, die Künstlerin Ricarda Dietz ist seine Tochter. Der ehemalige bayerische Minister für Wissenschaft und Kunst Wolfgang Heubisch ist sein Neffe.